# Die Tochter des Scheichs
Die Tochter des Scheichs (Originaltitel: She’s a Sheik) ist eine US-amerikanische Stummfilm-Komödie aus dem Jahr 1927. Die Hauptrolle spielte Bebe Daniels. Regie führte Clarence G. Badger.

## Handlung
Zaida, die Enkelin von Scheich Yusiff ben Hamad, wurde als Tochter einer spanischen Mutter und eines arabischen Vaters geboren und besteht darauf, dass sie nur einen christlichen Ehemann haben will. Schließlich verguckt sie sich in Captain Colton und lässt ihn entführen.

## Veröffentlichung
Der Film wurde am 29. Oktober 1927 auf einer Versammlung der Paramount-Filial- und Distriktmanager in Chicago uraufgeführt. Premiere hatte der Film am 9. November 1927 im Metropolitan Theatre in Los Angeles, drei Tage später erschien der Film regulär in den Kinos.

## Hintergrund
Der Film greift Elemente von Edith Maud Hulls 1919 veröffentlichen Roman Der Scheich (The Sheik) und dessen Verfilmung von 1921 auf, wendet jedoch die Handlung. Während in The Sheik ein arabischer Mann eine weiße Frau begehrt und entführt, werden die Geschlechterrollen in She’s a Sheik vertauscht.